# Pesme umrloj deci (Gustav Maler)
PESME UMRLOJ DECI, kantata za mecosopran i orkestar.

## Opšti pogled
Ovo je zrelo, ali po svojoj snazi dramatično i jedno od najpotresnijih dela ikada pisanih u muzičkoj literaturi. Ciklus je pisan na stihove pesnika Fridriha Rikerta (1788 - 1866), iz njegove istoimene zbirke, gde pesnik oplakuje smrt svoje dvoje dece, umrle od šarlaha. Ta je zbirka mešavina uzvišenog i banalnog, a Maler je sa sebi svojstvenom pesničkom obdarenošču, iz nje odabrao pet najboljih i istakao ih umešnim redosledom i efektnom, rafinisanom muzikom ispunjenom bolom i dostojanstvenim mirenjem sa sudbinom. Ciklus je komponovan tokom 1901. i 1902. godine,a premijerno izveden u Beču 29. januara 1905. godine. Znači u vreme relativno sretnog perioda života ispunjenog venčanjem sa Almom Šindler i rođenjem ćerki Marije i Ane. Međutim, Marija umire 13. jula 1907. godine u Majernigu (kao i Rikertova deca, od šarlaha), pa je u psihološkom pogledu vreme nastanka ove kantate veoma interesantno - Malera je zasigurno moralo rukovoditi nesvesno predosećanje da će i on sam iskusiti bol gubitka deteta. Kantata je jedan beskrajni perpetuum mobile, čiji je kolovođa smrt, koja je učinila svoje. Nakon pete pesme, može se i odmah nanovo početi sa prvom. Kantata ukupno traje 27 minuta.

## Analiza dela
Prva je pesma Pa ipak sjajno sunce sja. Ona nam donosi sažetu filozofiju prirode. Počinje je oboa, potcrtana sudbinskim timbrom zvončića. U noći je jedno dete umrlo, a sunce ujutru ipak svima sja, kao da u noći ne beše zla. Ti pozdravi suncu, ipak su slabi: u središnjem delu pesme, jedan kraći intermeco u orkestru oživljava nalet silnoga bola. U završnici pesme, susreću se dva dramatična udara gonga. Druga je pesma Sada vidim zašto me gledaš tim mračnim pogledom. Počinju je dva udara u orkestru, koja simbolizuju grumenje zemlje koje pada, prekrivajući mali kovčeg. A otac u svom bolu priziva prošlost. I tako se bol polako gubi u izmaglici vremena i peva se o nekadašnjem sjaju dečjih očiju, koje ako ikada ugasnu, na njih podseća sjaj sa noćnog nebeskog svoda. Treća je pesma jedna setna uspavanka, Kad Tvoja majčica, koja peva o uspomenama koje su ostale u dečjoj sobi. Zvuci violončela dočaravaju suze usamljenih roditelja. Četvrta pesma priziva povratak dece: Često mislim. To je jedan Marš Anđela, koga uz glas predvode violine i koji se sve više tonalno podiže i nestaje u daljini. Peta i finalna pesma je Po ovom vremenu. Kroz oluju i pljusak, prikazanu u divljem mahnitanju orkestra, u glasu se još jednom rasplamsava vatra bola: Naka deca dođu kroz oluju i pljusak. No, jednim majstorkim kompozicionim obrtom, oluja se pretvara u rezignaciju. Najpre u glasu, a zatim i u orkestru potcrtanom smirenim timbrom čeleste, do svesti dolazi mir savladanog bola: Deca više nisu pod vlašću prirode i njenih strahota, već u Božjoj kući, pod zaštitom ruke Gospodnje. Finale je jedna mirna, uzvišena u svojoj melodici, Anđeoska uspavanka.

## Interpretativni izazov
Za izvođače ovog dela na koncertima je od naročitog značaja, da Pesme umrloj deci izvode upravo sa muzičkim prkosnim dostojanstvom, upravo onim kakvim se podnosi neki težak gubitak. I posebno uvežbanom vokalno - instrumentalnom tehnikom. Svaka plačljivost umanjuje vrednost interpretacije ovog veoma potresnog dela.

## Izvođači
Dženet Bejker-mecopsopran i Hale Orkestar iz Londona, dirigent: Džon Barbiroli
Krista Ludvig-mecocopran i Berlinska Filharmonija, dirigent: Herbert Fon Karajan
Ditrih Fišer - Diskau, bariton (Malerove vokalne cikluse ravnopravno mogu tumačiti i ženski glas mecosopran i muški bariton) i Simfonijski orkestar Radio Berlina, dirigent: Rikardo Šaji
Svetlana Serdar-mecosopran i Beogradska Filharmonija, dirigent: Uroš Lajovic.